# Eisenhower Executive Office Building
Fachadas norte e sul do edifício.
O Edifício de Escritórios Executivos Eisenhower  (tradução literal do inglês: Eisenhower Executive Office Building), também conhecido como EEOB, é uma estrutura icônica localizada em Washington, D.C., nos Estados Unidos.  
Originalmente conhecido como Edifício do Estado, da Guerra e da Marinha, o Eisenhower Executive Office Building é localizado próximo à Ala Oeste, agora abriga a maioria dos escritórios dos funcionários da Casa Branca. Atualmente é mais conhecido por abrigar o atual Gabinete Cerimonial do Vice-Presidente dos Estados Unidos
Construído entre 1871 e 1888 para acomodar os Departamentos de Estado, Guerra e Marinha, o edifício é uma peça significativa do patrimônio arquitetônico do país. Inaugurado em 1888, o edifício foi renomeado em 1999 em honra ao ex-presidente Dwight D. Eisenhower. 
EEOB continua a desempenhar um papel importante no cenário político e arquitetônico dos Estados Unidos, mantendo-se como um símbolo de grandeza e tradição em Washington, D.C. 

## História
O projeto do Edifício de Escritórios Executivos Eisenhower foi supervisionado pelo arquiteto do Tesouro Alfred B. Mullett, cuja visão trouxe à vida uma estrutura imponente que reflete o estilo do Segundo Império Francês. Esta era uma época de otimismo pós-Guerra Civil, e a extravagância arquitetônica da EEOB capturou essa energia.
Construído ao longo de 17 anos, o edifício foi concebido para abrigar as equipes dos Departamentos de Estado, Guerra e Marinha, desempenhando um papel vital na formulação da política externa dos Estados Unidos. Com sua localização adjacente à Casa Branca, o EEOB testemunhou muitos eventos históricos e abrigou figuras proeminentes da política americana.
O Departamento da Marinha saiu em 1918 (exceto o Secretário que permaneceu até 1921), seguido pelo Departamento de Guerra em 1938 e, finalmente, pelo Departamento de Estado em 1947. A Casa Branca começou a transferir alguns de seus escritórios para a West Executive Avenue em 1939, e em 1949 o prédio foi entregue ao Gabinete Executivo do Presidente e renomeado como Edifício do Gabinete Executivo. O edifício foi tombado como Patrimônio Histórico Nacional em 1969. O edifício continua a abrigar diversas agências que compõem o Gabinete Executivo do Presidente, como o Gabinete da Casa Branca, o Gabinete do Vice-Presidente, o Gabinete de Gestão e Orçamento e o Conselho nacional de segurança.

## Arquitetura
A arquitetura do Edifício de Escritórios Executivos Eisenhower é um testemunho da sofisticação do estilo do Segundo Império Francês, caracterizado por telhados íngremes, pavilhões centrais e uma fachada ricamente esculpida. O interior é adornado com detalhes em ferro fundido, gesso e mármore, destacando-se por sua magnificência e grandiosidade.

## Reconhecimento e Preservação
Em reconhecimento à sua importância histórica e arquitetônica, o edifício foi designado como um marco histórico nacional em 1969. Desde então, tem sido objeto de esforços contínuos de preservação e restauração. O Gabinete de Administração da Presidência da República supervisiona programas dedicados à conservação dos interiores e exteriores da EEOB, garantindo que sua beleza e significado perdurem para as gerações futuras.

## Fatos
- Estilo Arquitetônico: Segundo Império Francês
- Datas de Construção: 1871 – 1888 (17 anos no total)
- Arquitetos Supervisores: Alfred Mullett, William Potter, Orville Babcock, Thomas Lincoln Casey
- Designer Chefe: Richard Ezdorf
- Custo Total: $10.038.482,42
- Área Total de Construção: 662.598 GSF (15,21 acres ou 11 1/2 campos de futebol)
- Número de Quartos Originais: 553
- Colunas Externas: 900
- Portas Interiores Originais: 1.314
- Janelas Externas Originais: 1.572
- Balaústres de Escada de Bronze: 4.004
- Número de Degraus: 1.784
- Número de Escadas: 65
- Comprimento Total do Corredor: 9.160′-1″ ou 1,73 milhas (2.793 quilômetros)
- Número de Lareiras Originais: 151 (83 restantes)